# Bloc d'Avance de l'Inde
Le Bloc d'Avance de l'Inde (anglais : All India Forward Bloc) est un parti politique nationaliste de gauche en Inde. Il est apparu comme une faction au sein du Congrès national indien en 1939, dirigée par Subhas Chandra Bose. Le parti a été rétabli en tant que parti politique indépendant après l'indépendance de l'Inde. Il a son principal bastion au Bengale-Occidental. L'actuel secrétaire général du parti est Debabrata Biswas. Les politiciens indiens vétérans Sarat Chandra Bose (frère de Subhas Chandra Bose) et Chitta Basu avaient été les piliers du parti dans l'Inde indépendante.

## Histoire

### Formation du bloc
Le bloc avancé du Congrès national indien est un parti politique formé le 3 mai 1939 par Netaji Subhas Chandra Bose à Makur Unnao, Uttar Pradesh, qui avait démissionné de la présidence du Congrès national indien le 29 avril après avoir été déjoué par Mohandas Karamchand Gandhi. La formation du Bloc a été annoncée au public lors d'un rassemblement à Calcutta. Bose a déclaré que ceux qui rejoignaient tous, ils ne devaient jamais tourner le dos aux Britanniques et devaient remplir la promesseforme en se coupant le doigt et en le signant de son sang. Tout d'abord, dix-sept jeunes filles se sont présentées et ont signé le formulaire d'engagement. Initialement, l'objectif du bloc était de rallier toutes les sections de gauche au sein du Congrès et de développer une direction alternative au sein du Congrès. Bose est devenu le président du Bloc et SS Kavishar son vice-président. Une conférence Bloc s'est tenue à Bombay fin juin. Lors de cette conférence, la constitution et le programme du Bloc ont été approuvés
En août de la même année, Bose a commencé à publier un journal. Il a sillonné le pays, ralliant les soutiens à son nouveau projet politique.

### Première conférence
L'année suivante, du 20 au 22 juin 1940, le Bloc a tenu sa première conférence panindienne à Nagpur. La conférence a déclaré que le Bloc était un parti politique socialiste, et la date du 22 juin est considérée comme la date de fondation du parti par le Bloc lui-même. La conférence a adopté une résolution intitulée «Tout le pouvoir au peuple indien», appelant à une action militante pour la lutte contre la domination coloniale britannique. Subhash Chandra Bose a été élu président du parti et HV Kamath secrétaire général.

### Arrestation et exil de Bose
Peu de temps après, le 2 juillet, Bose a été arrêté et détenu à la prison de la présidence à Calcutta. En janvier 1941, il échappe à l'assignation à résidence et s'exile clandestinement. Il s'est rendu en Union soviétique via l'Afghanistan, cherchant le soutien soviétique pour la lutte pour l'indépendance de l'Inde. Staline a décliné la demande de Bose, et il s'est ensuite rendu en Allemagne. À Berlin, il crée le Centre de l'Inde libre et rallie la Légion indienne.
À l'intérieur de l'Inde, des militants locaux du Bloc ont poursuivi les activités anti-britanniques sans coordination centrale. Par exemple, dans le Bihar, des membres ont été impliqués dans les groupes de résistance d'Azad Dasta et ont distribué de la propagande en faveur de Bose et de l'Armée nationale indienne. Ils n'avaient cependant aucun lien organique ni avec Bose ni avec l'ANI.

### Réorganisation d'après-guerre
À la fin de la guerre, le Bloc de l'Avant est réorganisé. En février 1946 , RS Ruiker organisa une conférence des travailleurs actifs de toute l'Inde à Jabalpur, Madhya Pradesh. La conférence a déclaré la formation de «l'Assemblée des travailleurs FB», en pratique la couverture légale du bloc toujours illégal. Notamment certains dirigeants communistes de Bombay, comme KN Joglekar et Soli Batliwalli, rejoignirent la « l'assemblée des travailleurs FB». La conférence de l'Assemblée des travailleurs a déclaré que "le bloc en avant est un parti socialiste, acceptant la théorie de la lutte des classes dans ses implications les plus complètes et un programme d'action de masse révolutionnaire pour la réalisation du socialisme menant à une société sans classes".
Avant les élections à l'Assemblée de 1946, l'interdiction du Bloc a été levée en juin de la même année. Le comité de travail du bloc s'est réuni le 10 juin.
Les élections à l'Assemblée constituante et aux assemblées législatives provinciales ont eu lieu en décembre 1946. Le bloc a contesté les élections. HV Kamath a remporté un siège à l'Assemblée constituante et Jyotish Chandra Ghosh, Hemantha Kumar Basu et Lila Roy ont été élus à l'Assemblée législative du Bengale

### Conférence d'Arrah
Le Bloc a tenu sa 2e conférence de toute l'Inde à Arrah, Bihar du 12 au 14 janvier 1947. SS Kavishar (un membre dirigeant du secteur Subhasist) a été élu président et Sheel Bhadra Yagee (un membre dirigeant du secteur marxiste) a été élu secrétaire général.

### Séparation entre Yagee et Ruikar
Après l'indépendance et la partition, le conseil national du parti s'est réuni à Varanasi en février 1948. La réunion du conseil national a également été précédée d'une décision du Congrès national indien au début de l'année d'expulser toutes les tendances dissidentes au sein du Congrès, y compris le Bloc. Ainsi, le parti a décidé de renoncer une fois pour toutes à tout lien avec le Congrès et de se reconstruire en parti d'opposition indépendant.
De plus, il a passé une résolution que le parti soit divisé en un Bloc En avant pour l'Inde et un Bloc En avant pour la nouvelle nation du Pakistan. Cela allait bientôt se révéler très controversé. Le secrétaire général Yagee a, conformément à la résolution de Varanasi, dissous le comité du Bloc et mis en place des comités ad hoc pour le Bengale-Occidental et le Bengale oriental. Maintenant, la division entre «marxistes» et «subhasistes» refait surface. Les « Subhasistes », et SS Kavishar en particulier, ont critiqué les actions de Yagee.
La scission était désormais un fait. Le groupe « Subhasist », dirigé par Ruiker et Cavesheer, a convoqué une conférence à Chandannagar, au Bengale-Occidental. Leur conférence a eu lieu du 29 au 31 décembre. Aux mêmes dates, Yagee a organisé une conférence à Calcutta. En effet, il y avait maintenant deux blocs avancés, le Bloc d'Avance dirigé par Ruiker et le Bloc d'Avance dirigé par Yagee. Yagee a été élu secrétaire général et KN Joglekar, président du groupe dirigé par Yagee.
À Tripura, un front uni a été formé par le Parti communiste indien, Tripura Ganatantrik Sangha, Ganamukti Parishad, Ganatantrik Nari Samiti et des indépendants pour contester l'élection au collège électoral de Tripura (dont la fonction était de nommer un délégué Rajya Sabha de Tripura) conjointement. Le Bloc a participé à des rassemblements de masse les 2 octobre et 2 décembre 1951. Cependant, juste avant les élections, le Bloc s'est retiré du front et a décidé de se présenter seul à trois des 30 sièges. Aucun des candidats du Bloc n'a été élu.
La 5e conférence du parti (un 4e plénum du parti avait eu lieu à Ingota, UP en 1949) s'est tenue à Puri, Odisha du 28 au 31 décembre 1952. Mohan Singh a été élu président et Dhillon comme secrétaire général.

## Organisations de masse
- All India Youth League (organisation de jeunesse)
- All India Students Bloc (organisation étudiante)
- Comité de coordination syndicale (organisation syndicale)
- All India Agragami Kisan Sabha (organisation paysanne)
- All India Agragami Mahila Samiti (organisation de femmes)
- Indian National Cyber Army (organisation de réseaux sociaux)[8]
- Agragami Adivasi Samiti (organisation tribale)